# 楽天イーグルスTV
楽天イーグルスTV（らくてんイーグルスティーヴィー）は、東北楽天ゴールデンイーグルスが2005年4月から2009年3月にかけてインターネット上で行っていたプロ野球中継、並びに関連番組のウェブサイトである。楽天が運営していた。
楽天は、2005年の創設当初からインターネット上での実況中継を行ったが、有料会員制（年会費10万円・先着500人限定）で中継を行ったため、多くのファンはそれを視聴することが出来なかった。そこで、より多くの楽天ファンに試合を楽しんでもらえるようにと、2006年からサイト上に動画広告を入れるなどにより、会費を無料にして（但し、無料の楽天会員登録を済ませることが条件）中継を楽しんでもらえるようになった。
2007年シーズンからは、これとは別にYahoo!動画（CM部分を除き、楽天イーグルスTVと同じ映像）でも試合部分の中継を開始した（「直前!楽天イーグルス」と「激闘!楽天イーグルス」はヤフー動画では放送していない）。しかし、ヤフー動画は球場でBGMや選手登場曲が流れている間は音楽を被せ、実況と解説の声も聞こえなくなるという欠点がある（ヤフー動画は、著作権の関係と説明している）。しかし、2008年度はパ・リーグの放送権（CS・ネットとも）をソフトバンク関連会社が一括管理するようになったため、試合生中継の配信はサービスを停止しているが、試合終了後のダイジェスト・インタビュー映像（スカイ・A生中継の内容からの抜粋）のオンデマンド配信等は過去のものに限り継続している。
2009年3月31日をもって、サービスを終了した。同年8月から、同様のコンテンツをニコニコ動画内の楽天イーグルスチャンネルで公開している。

## 主なコンテンツ
（2007年度まで）
- 試合中継

ホームゲームのうち、宮城球場で行われる試合（2006年度実績62試合）を生中継。試合開始予定時刻15分前から原則試合終了まで、sky・Asports+（CSテレビ・ケーブルテレビ向け有料放送）のスカイ・Aスタジアム・LIVE楽天わしづかみ!!とサイマル中継。中継映像はsky・Asports+を初め仙台民放4局（ミヤギテレビ・東北放送・仙台放送・東日本放送）の中継やスポーツニュースの映像資料として使われている。
- 直前!楽天イーグルス

試合開始前の直前情報番組。試合開始予定時刻45分前からの30分間。
- 激闘!楽天イーグルス

試合ダイジェスト。原則、試合開始予定時刻5時間後からの30分間。
※上記2番組は、一部の試合を除いて楽天ショッピングチャンネル（CSテレビ・ケーブルテレビ向け無料放送）とサイマル放送していた。
- その他東北楽天ゴールデンイーグルスのキャンプの模様や、オープン戦、公式戦のダイジェスト映像のビデオ・オン・デマンド（VOD）配信
- 2007年シーズンからビットレートが最大512kbpsから759kbpsにUPされ、画質・音質共に向上された。

## 出演者
- 瓜田華菜子（関連番組キャスター）
- 安部理（関連番組コメンテーター）
- 戸叶尚（関連番組コメンテーター）
- 角盈男（関連番組コメンテーター）
- 安藤美乃理（関連番組アシスタント・レポーター）
- 遠藤美和（同上）
- 小井戸裕香（同上）

※中継出演者はSky・A STADIUMのページ（解説、実況）を参照されたい

### 過去の出演者
- 太田真希（関連番組キャスター）
- 川尻哲郎（関連番組金曜コメンテーター）
- 青柳亜以子（関連番組アシスタント・レポーター）